# Anton Kuzov
Anton Milanov Kuzov (in bulgaro Антон Миланов Кузов?; 22 agosto 1929 – ...) è stato un cestista bulgaro.

## Carriera
Con la Bulgaria ha disputato i Giochi olimpici di Helsinki 1952 e tre edizioni dei Campionati europei (1951, 1953, 1955).